# Marta Křepelková
Marta Křepelková (* 18. Juni 1991) ist eine tschechische Skispringerin.

## Werdegang
Marta Křepelková startet für den Ski Klub Harrachov. Sie debütierte am 11. und 12. Juli 2015 in Villach im FIS-Cup, wo sie die Plätze 33 und 37 belegte. Ihre nächste Wettbewerbsteilnahme erfolgte erneut im Rahmen des FIS-Cups im März 2016 in Harrachov; hier belegte sie die Plätze elf und 16.
Am 26. und 27. August 2016 debütierte Křepelková in Oberwiesenthal im Continental Cup und erreichte dort die Plätze 31 und 23.
Anfang Februar 2017 war Marta Křepelková Teil des tschechischen Aufgebots für die Winter-Universiade 2017 im kasachischen Almaty. Bei dieser gewann sie im Einzelwettbewerb von der Normalschanze die Bronzemedaille hinter den beiden Japanerinnen Haruka Iwasa und Yuka Kobayashi sowie im Mannschaftswettbewerb zusammen mit Karolína Indráčková die Silbermedaille hinter Japan und vor Russland und im Mixed-Wettbewerb mit Čestmír Kožíšek ebenfalls die Silbermedaille hinter dem ersten und vor dem zweiten japanischen Team.
Bei den Nordischen Skiweltmeisterschaften 2017 in Lahti belegte Křepelková im Einzelwettbewerb von der Normalschanze den 38. Platz. Im Mixed-Teamwettbewerb erreichte sie zusammen mit Barbora Blažková, Jakub Janda und Roman Koudelka den neunten Rang, wobei sie nur um 0,5 Punkte das Finale verpassten.
Am 10. Februar 2019 debütierte Křepelková im slowenischen Ljubno im Weltcup, verpasste aber mit dem 49. Platz deutlich die Punkteränge. Bei den Nordischen Skiweltmeisterschaften 2019 in Seefeld in Tirol wurde sie mit der tschechischen Frauenmannschaft Neunte im Mannschaftswettbewerb.

## Erfolge

### Continental-Cup-Platzierungen
| Saison  | Sommer | Sommer | Winter | Winter | Gesamt | Gesamt |
| Saison  | Platz  | Punkte | Platz  | Punkte | Platz  | Punkte |
| ------- | ------ | ------ | ------ | ------ | ------ | ------ |
| 2016/17 | 031.   | 016    | –      | –      | 044.   | 016    |
| 2017/18 | –      | –      | 054.   | 010    | 076.   | 010    |
| 2018/19 | –      | –      | 058.   | 005    | 073.   | 005    |